# Karl Prinz (Diplomat)
Karl Prinz (* 31. Januar 1949 in Hagen) ist ein deutscher Diplomat, der 1991 bis 1994 Botschafter in Sierra Leone, zwischen 1997 und 2001 Botschafter in Mali, von 2006 bis 2011 Botschafter in Guinea und von 2011 bis zu seinem Ruhestand 2014 Botschafter in Côte d’Ivoire war.

## Leben
Nach dem Abitur in Hagen begann Prinz 1967 ein Studium der Wirtschaftswissenschaften an der Ruhr-Universität Bochum sowie der Universität des Saarlandes und schloss dieses 1972 als Diplom-Kaufmann ab. Danach arbeitete er zwischen 1973 und 1976 als Entwicklungshelfer für den Deutschen Entwicklungsdienst (DED) in Botswana, ehe er anschließend in den Auswärtigen Dienst eintrat und nach Abschluss der Attachéausbildung von 1979 bis 1981 an der Botschaft in Nigeria tätig war.
Nach einer anschließenden Verwendung an der Botschaft in den Vereinigten Staaten war er zwischen 1984 und 1987 Mitarbeiter an der Botschaft in Irland. Daraufhin war Prinz bis 1991 Mitarbeiter im Auswärtigen Amt sowie von 1991 bis 1994 Botschafter in Liberia. Nachdem er bis 1997 Ständiger Vertreter des Botschafters in Südkorea war, war er erst von 1997 bis 2001 Botschafter in Mali und danach bis 2005 Referatsleiter im Auswärtigen Amt.
Danach war er seit 2006 als Nachfolger von Dirk Baumgartner Botschafter der Bundesrepublik Deutschland in Guinea. Am 15. September 2011 wurde er Botschafter in der Elfenbeinküste und damit Nachfolger von Stephan Keller, der in den Ruhestand trat, während Hartmut Krausser neuer Botschafter in Guinea wurde. Claus Auer löste ihn 2014 ab.